# Le bianche tracce della vita
Le bianche tracce della vita (The Claim) è un film del 2000 diretto da Michael Winterbottom, tratto dal romanzo di Thomas Hardy Il sindaco di Casterbridge (1886).

## Trama
Daniel Dillon è un pioniere americano, che durante la famigerata corsa all'oro arriva al punto di vendere la moglie e la figlia in cambio dell'atto di proprietà d'una miniera aurifera. Dopo vent'anni dal fatto, Dillon è l'uomo più ricco di Kingdom Come, una cittadina rurale in via di modernizzazione con l'avvento di una ferrovia, ed è inoltre sposato con l'immigrata portoghese Lucia, tenutaria del bordello cittadino.
La presenza in città di Donald Dalglish, l'ingegnere della Central Pacific Railroad incaricato della costruzione del passante ferroviario, allenta via via la morsa con cui Dillon stringe la città, a causa della a folle quanto lunga e fredda lotta finanziaria del ricco proproietario d'accaparrarsi i diritti della linea ferroviaria.
Nel frattempo, giungeranno in città Elena e Hope Burn, che si scoprirà essere la moglie e la figlia vendute da Dillon per comprare la miniera, ed alla fine, nel tentativo di comprare i progetti della società per divenire proprietario anche della linea ferroviaria, Dillon si ridurrà in assoluta povertà, tra l'essersi spennato per la corsa alla ferrovia ed il dover insabbiare qualunque prova del suo crimine passato in seguito all'arrivo delle due donne.

## Distribuzione
La prima mondiale del film si è tenuta il 29 dicembre 2000 a New York (USA).
La distribuzione cinematografica è iniziata il 2 febbraio 2001 in Regno Unito.
Il 17 febbraio si è tenuta la prima tedesca al Festival internazionale del Cinema di Berlino.
Il 20 aprile 2001, per un periodo limitato è stato distribuito il film negli USA.
In Italia il film è stato distribuito nel circuito cinematografico il 13 luglio 2001.